# Károly György
Károly György (Budapest, 1953. augusztus 31. – Szigetszentmiklós, 2018. október 26.) magyar költő, író.

## Munkássága
Húszévesen már publikált az Élet és Irodalomban, de a nyolcvanas évek költői némaságban teltek. A kilencvenes években kezdte az irodalmi körök elismerését kivívni, amikor ismét írni kezdett. Versei és rövidebb prózái 1997 óta jelennek meg. Kedveli a kötött versformákat, eddig majd száz szonettjét közölték irodalmi lapok és antológiák. Szonettkoszorúját 2005-ben közölte a Napút című irodalmi folyóirat. Előszeretettel használja a japán haikut munkája során. Több irodalmi pályázat nyertese illetve díjazottja. Az időközben megszűnt Kármán József Társaság alapító titkára és az Új Hagyomány irodalmi folyóirat főszerkesztője.
Kollegiális barátságot ápolt többek között 
Fodor András († 1997),
Bella István († 2006),
Kerék Imre,
Berkes Erzsébet († 2002),
Horváth Ferenc,
Makay Ida († 2011),
Buzás Huba,
Barna T. Attila,
Németh Péter Mikola,
Péter Péter
írókkal, költőkkel.

## Magánélete
Ősi szigetszentmiklósi iparos családból származik. Tanulmányait Szigetszentmiklóson és Budapesten végezte. Szakmája geológus, de volt öntő, elme-ápoló, tanár, vasutas és vállalkozó is.
Több, mint húsz évig lakott Vácon, majd három évig az alföldi Pilisen. 2003-ban költözött újra szülővárosába. Feleségével öt gyereket neveltek föl. Hobbija a hegyi turázás, gombászás (beleértve a tudományos jellegű kutatást is) és a főzés.
2018 októberében agydaganat okozta halálát otthonában.

## Megjelenések médiumai
- A Céh
- Árgus
- Bárka
- Béta magazin (β)
- C.E.T – Central European Time
- Duna-part
- Élet és Irodalom
- Havi Magyar fórum
- Hírnök
- Holmi

- Igazunk
- Madách Rádió
- Magyar Élet (Új-Zéland)
- Magyar Demokrata
- Magyar Fórum
- Magyar Napló
- Magyar Világ Archiválva 2007. június 14-i dátummal a Wayback Machine-ben
- Mozgó Világ
- Műhely
- Napút

- Pannon Tükör
- Parnasszus
- Petőfi Rádió
- Új Pest megyei Hírlap
- Somogy
- Törökfürdő
- Új Hagyomány
- Váci Napló
- Váci Polgár

## Kötetek
- Károly György – Folyamatos május (versek, magánkiadás, Budapest 1999)
- Károly György – Péter Péter: Dunakanyaró (versek, magánkiadás, Vác 2005)

### Antológiák
- Téli tárlat ’98 (Madách Imre Művelődési Központ, Vác 1998, 96 oldal)
- Gondolattánc (Svájci-Magyar Kiadói Kft., Budapest 2000, 270 oldal) ISBN 963-9032-96-4
- Szótól szóig (Alterra Svájci-Magyar Kiadó Kft., Budapest 2002, 340 oldal) ISBN 963-9324-26-4
- A Dunakanyar költészete 2005 (Kucsák Könyvkötészet és Nyomda, Vác 2005, 199 oldal) ISBN 963-218-048-8
- Ezer magyar haiku (Napkút Kiadó, Budapest 2010, 332 oldal) ISBN 978-963-263-129-5